# Локомотив (стадион, Нижний Новгород)
Центра́льный стадио́н «Локомоти́в» — многофункциональный стадион в Нижнем Новгороде, Россия.

## История
Построен в 1932 году. Носил названия: стадион «КрайСовПрофа», ВЦСПС, центральный стадион «Торпедо».
Первый футбольный матч состоялся 5 июля 1936 года (тогда стадион назывался ВЦСПС): «Завод имени Молотова» (Горький) — «Харьковский Тракторный Завод» (Харьков) – 1:4 (Г. Салаков – В. Макаров, И. Бретель, А. Москалев, с пенальти; М. Лучко).
Когда клуб «Локомотив» стал играть в первенстве страны, на стадионе в соответствии с новыми требованиями по искусственному освещению были снесены старые осветительные мачты, а новые были изготовлены из поставленных друг на друга и сваренных между собой цистерн шириной 2,7 метра с обрезанными краями.
В 1996 году была построена северная трибуна. В 1997 году в рамках подготовки к играм Кубка Интертото, а также в целях соответствия требованиям Лиги была проведена реконструкция стадиона. В 1999 году была проведена замена скамеек на индивидуальные сиденья.
До 2005 года — домашняя арена футбольного клуба «Локомотив-НН», в 2006 году — домашняя арена «Спартака» (Нижний Новгород), с августа 2009 года до июня 2016 года — домашняя арена «Волги». В 2016—2017 годах на стадионе выступал футбольный клуб «Олимпиец».
Летом 2016 года на 1 год на реконструкцию была закрыта восточная трибуна арены, а в 2017 году под тренировочную площадку чемпионата мира по футболу 2018 года был закрыт на реконструкцию сам стадион.
В 2020 году стало известно о том, что стадион станет домашней ареной для вышедшего в Первенство ПФЛ футбольного клуба «Волна» из пгт Ковернино.
В марте 2021 года снесена недавно реконструированная, наибольшая по вместимости восточная трибуна, на месте которой планируется строительство легкоатлетического манежа. Под застройку была разграничена и прилегавшая к трибуне часть беговой дорожки.

## О стадионе
Стадион вмещал 17856 зрителей. Предельная квота для болельщиков гостей составляла 1780 мест — сектора гостей З, И, К Северной трибуны. На Восточной трибуне пластиковыми креслами в разные годы были сформированы надписи «Локомотив ГЖД» и «ФК Волга». 230 парковочных мест рядом со стадионом (правда, только для обладателей автопропусков). Но машины также можно оставить в парковочных «карманах» недалеко от стадиона, во дворах, или на стоянке возле железнодорожного вокзала.
После чемпионата мира по футболу 2018 года (ни одна из команд-участниц не выбрала стадион для постоянных тренировок, перед матчем 1/8 финала здесь провела тренировку сборная Дании) появилась информация о грядущей переориентации стадиона — на его базе планируется создать легкоатлетический центр.

## Транспорт
- ст. метро «Чкаловская»
- маршрутное такси № 37 до остановки «Парк 1 Мая»
- трамваи № 1, 3, 27 до остановки «Парк 1 Мая», на трамвае 417 до остановки «Стадион» или «улица Спортивная»